# Johann-Waller-Hütte

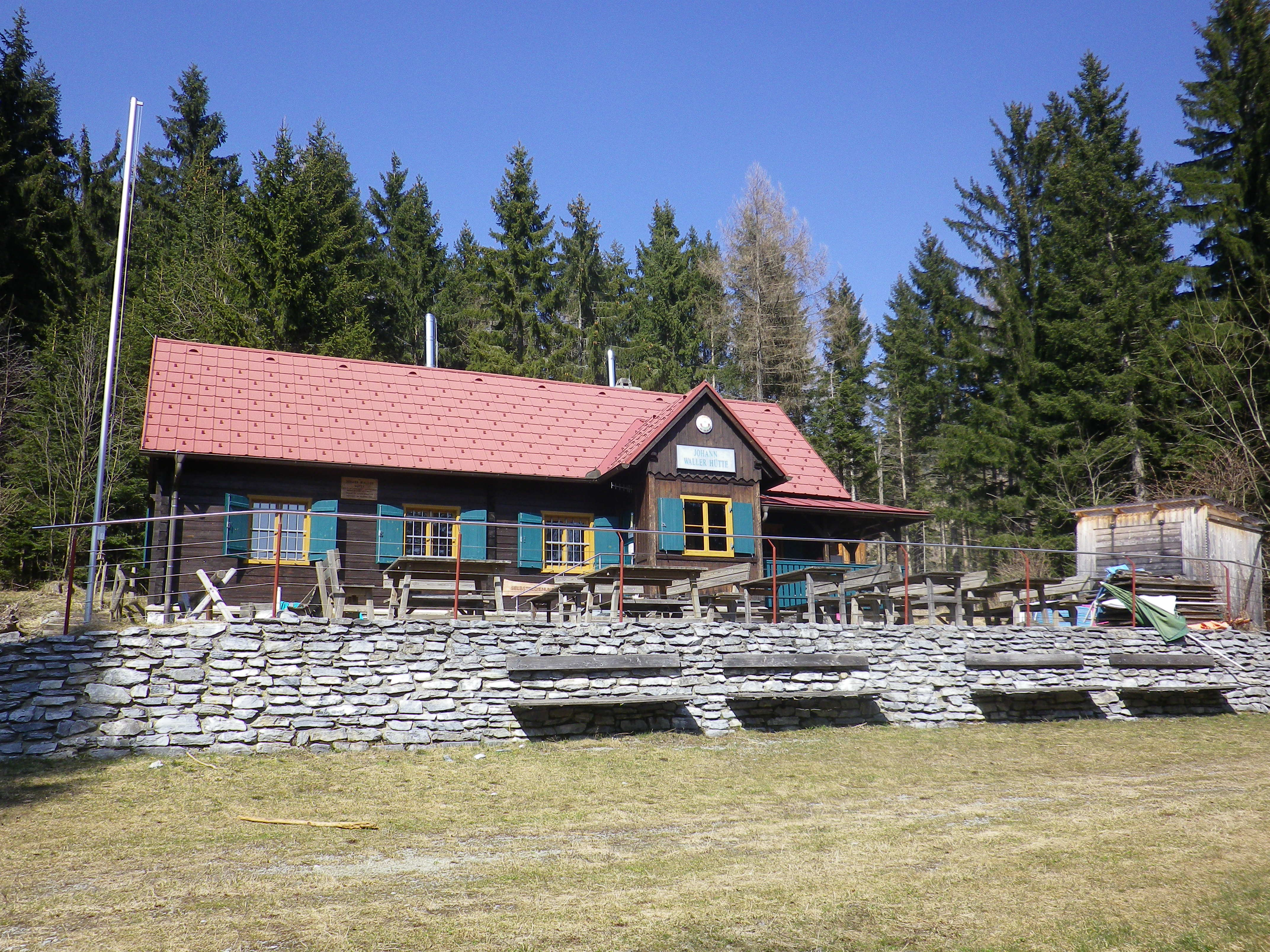
Die Hütte 2015

Die Johann-Waller-Hütte ist eine Berghütte der Sektion Graz der Naturfreunde Österreich (NFÖ). Sie liegt am Schöckl bei Graz in der Steiermark.

## Lage
Die Hütte liegt im Grazer Bergland, etwa 13 Kilometer nördlich vom Stadtzentrum von Graz, im Gemeindegebiet Sankt Radegund bei Graz an der Grenze zu Stattegg. Sie steht auf 1166 m ü. A. am Südwestkamm des Schöcklmassivs, zwischen dem Niederschöckl (ca. 1340 m ü. A.) im Norden und dem Zwölferkogel (1192 m ü. A.) und Hohenberg (1048 m ü. A.) südlich. Unweit unterhalb liegt das Göstinger Forsthaus am Sattel zum Zwölferkogel (ca. 1080 m ü. A.).

## Geschichte und Bau
Die Hütte wurde 1932 aus einer Spende errichtet. Johann Waller war ein Angestellter der 1899 gegründeten Puchwerke. Einer seiner Erben vermachte dem Touristenverein Graz (TVG), seinerzeit schon Ortsgruppe Graz der Naturfreunde, eine Summe von 43.000 Schilling (heute etwa 130.000 Euro). Damit wurde die Spinnerwiese am Schöckl erworben, und eine einfache Hütte errichtet. Die sozialistisch orientierten und der Arbeiterbewegung nahestehenden Naturfreunde standen damals schon unter politischer Beobachtung des beginnenden Austrofaschismus, die Eröffnung wurde behördlicherseits verboten. Trotzdem fand sie am 10. September 1933 statt, mit über tausend Freunden, und in Anwesenheit bewaffneter Bundesgendarmen. 1934 wurden die Naturfreunde dann im Ständestaat verboten und die Hütte wie das gesamte Eigentum der Naturfreunde beschlagnahmt. In der Zeit des Nationalsozialismus wurde die Hütte vom Deutschen Jugendherbergsverband betrieben. Die Waller-Hütte konnte erst nach dem Krieg für die Naturfreunde wiedereröffnet werden.
1976 und 2021 wurde die Hütte renoviert. Sie zeigt sich heute als charakteristische Alpenhütte der Zwischenkriegszeit, als einstöckiger, 15 m langer, gedrungener Bau in Holz auf Steinterrasse quer zum Hang, mit kleinem Vorhaus und Zugangsveranda. Rückseitig ist ein neuerer Nebentrakt angestellt.

## Betrieb und Touren
Die Waller-Hütte ist ganzjährig an den Wochenenden und an Feiertagen geöffnet und wird von der Sektion Graz der Naturfreunde Österreich geführt. Sie verfügt über 17 Bettstellen in 3 Lagern, Etagendusche und Küchenbetrieb.
Die Hütte ist über die Schöcklhöhenstraße, die unweit passiert, erreichbar, die ehemalige Mautstraße ist seit 1993 nicht mehr öffentlich. Von Steingraben führt eine Privatstraße bis zum Göstinger Forsthaus.
Der Betreiberverein kooperiert mit den Stadtwerken Graz, die zahlreichen öffentlichen Verkehrsmittel im Umland von Graz zu nutzen.
Die Johann-Waller-Hütte ist einer von 24 Kontrollpunkten des ebenfalls von den Naturfreunden betreuten Grazer Umland-Weges. Zustiege, Höhenwege und Aufstiege sind durch die vielen Forststraßen des Schöckls vielfältig möglich. Touren sind:
- von Fuß der Leber (GVB-Bus 53): 700 Hm, Wege 20 Langer Weg, 730, 757, 767 Steingraben; Aufstieg jeweils 2 Stunden
- von St. Radegund, Talstation Schöcklseilbahn (Postbus): 450 Hm, Weg 21, W 753, W 22, W 730; Aufstieg 1½ Stunden
- von Semriach (Postbus): 650 Hm; 4½ Stunden
- Schöcklplateau, Bergstation Schöcklseilbahn respektive Stubenberghaus: 300 Hm, Mautstraße oder Telefonweg; Gehzeit um 1 Stunde abwärts.
- Schöcklkreuz/alte Maut: entlang der Schöcklhöhenstraße; ca. 1 Stunde
- Novystein: über Zwölferkogel – Hohenberg oder unterhalb durch den Graben

Das Gebiet ist auch für Mountainbiketouren und lawinensichere Schitouren geeignet.